# Великий Уз
Грейт-Уз, Уз (англ. Great Ouse, вимова за МФА: [uːz]) — четверта за довжиною річка Великої Британії. Належить до басейну Північного моря. Є головною водною артерією Східної Англії. Пониззя річки зарегульоване численними каналами, з'єднане із каналом Гранд-Юніон і відоме також під назвою «Стара Західна Річка».

## Назва
Назва Уз походить від кельтського чи докельтського — Udso-х, і, ймовірно, означає просто «вода» чи «повільна течія». В нижній течії Грейт-Уз, також відома як «Стара Західна Річка» (англ. «Old River West» та «Ілі-Уз» (англ. «Ely Ouse»), але всю річку, неофіційно, часто просто називають «Уз», слово «Великий» (англ. «Great») використовується, щоб відрізнити її від декількох інших, менших річок, які також у назві мають слово «Уз».

## Географія

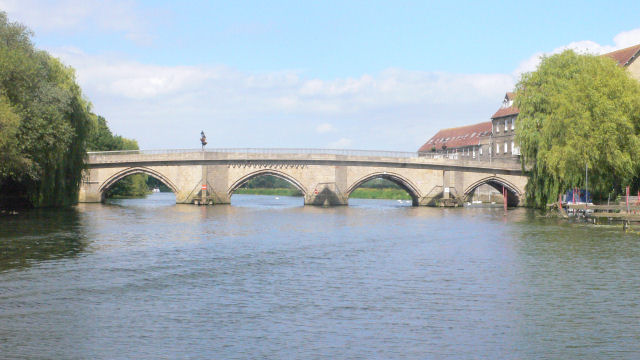
Міст через Грейт-Уз (Гантінгдон)

Річка Грейт-Уз бере свій початок в центральній частині Англії, за 2 км на південь від села Воппенгем (графство Нортгемптоншир). Тече в північно-східному, а в пониззі у північному напрямках, по території графств Нортгемптоншир, Бакінгемшир, Бедфордшир, Кембриджшир та Норфолк і впадає у затока Вош Північного моря. Довжина річки 230 кілометрів, площа басейну — 3,4 тис. км². Середня витрата води у середній течії близько — 11,8 м³/с. Річка судноплавна на відрізку — 116 км, від гирла до Кемпстон Мілл (Бедфорд).

## Притоки
Річка приймає більше десятка невеликих і середніх приток. Найбільші із них:
- ліві: Ким (15 км), Тове (24 км).
- праві: Вассей (50 км), Літтл-Уз (60 км), Ларк (50 км), Кам (64 км), Нью-Бедфорд (31 км), Івель (25 км), Узел (32 км).

## Населенні пункти
На річці розташовано багато населених пунктів, найбільші із них міста (від витоку до гирла): Браклей, Букінгем, Мілтон-Кинс, Нюпорт Паґнел, Олні, Кемпстон, Бедфорд, Сейнт Нійтс, Гантінгдон, Сейнт Айвс, Ілі, Літтлпорт, Довнгам Маркет, Кінгс Лин.